# Elizabeth Stephansen
Pour les articles homonymes, voir Stephansen.
(Mary Ann) Elizabeth Stephansen (10 mars 1872 - 23 février 1961) est une mathématicienne et enseignante norvégienne. Elle est la première norvégienne à obtenir un doctorat,.

## Biographie
Stephansen est née à Bergen, en Norvège. Elle est la fille aînée d'Anton Stephan Stephansen (1845-1929) et Gerche Reimers Jahn (1848-1935). Son père est marchand et propriétaire d'une boutique de textile. Il a ensuite fondé l'usine textile Espelandfos Spinderi & Tricotagefabrik à Arna. Elle fait ses études à la Bergen Cathedral School (en) à Bergen et  obtient son diplôme en 1891. Elle parle couramment la langue allemande et se rend en Suisse pour poursuivre ses études. Elle fréquente l'École polytechnique fédérale de Zurich et obtient son diplôme en 1896. Sa thèse intitulée Ueber partielle Differentialgleichungen vierter Ordnung die ein intermediäres Integral besitzen est publiée en 1902. Elle a obtenu son doctorat par contumace à l'université de Zurich à l'automne 1902,.  
En 1902–1903, elle se rend à l'université de Göttingen grâce à une subvention gouvernementale pour assister à des conférences de mathématiciens allemands réputés, Ernst Zermelo, David Hilbert et Felix Klein. Elle est d'abord professeure de mathématiques à la Bergen Cathedral School et à la Bergen Technical School. Entre 1905 et 1906, elle effectue des recherches mathématiques et écrit d'autres articles sur les équations aux différences. De 1906 jusqu'à sa retraite en 1937, elle travaille au Collège d'agriculture de Norvège à Ås dans le Comté d'Akershus. Elle enseigne d'abord la physique et les mathématiques. En 1921, elle est nommée docente en mathématiques,.  
À la retraite, elle vit à la ferme familiale d'Espeland à Arna (Espeland, gnr.289, gårdsbruk i Arna) que son père a acquise en 1918. Après la libération de la Norvège en 1945, elle reçoit la médaille du mérite du roi (en) (Kongens fortjenstmedalje) pour l'aide qu'elle a apportée aux prisonniers norvégiens détenus au camp de concentration d'Espeland. Elle est décédée en 1961 à Espeland dans l'arrondissement d'Arna et a été enterrée au cimetière de Solheim dans le district d'Årstad de Bergen,,.

## Autres sources
- Kari Hag et Peter Lindqvist (1997) Elizabeth Stephansen: A pioneer Skrifter det Kongelige Norske Videnskabers Selskab 2, 1-23.
- Catharine MC Haines (2001) "Stephansen, Mary Ann Elizabeth" dans International Women in Science: A Bibliographical Dictionary to 1950 (Santa Barbara, Californie: ABC-CLIO, Inc., pages 295-296)  (ISBN 1-57607-090-5)

## Lecture connexe
- Gila Hanna, éd. (2006) Towards Gender Equity in Mathematics Education (Volume 3 of New ICMI Study Series. Springer Science & Business Media)  (ISBN 9780306472053)